# Anatolij Bieriezowoj
Anatolij Nikołajewicz Bieriezowoj (ros. Анатолий Николаевич Березовой; ur. 11 kwietnia 1942 w Eniem, Adygejski Obwód Autonomiczny, zm. 20 września 2014) – radziecki kosmonauta, Lotnik Kosmonauta ZSRR, Bohater Związku Radzieckiego (1982).

## Życiorys
Urodził się w rodzinie robotniczej. Do 1959 skończył 10 klas szkoły w rodzinnej miejscowości, później pracował jako tokarz w fabryce w Nowoczerkasku. Od 1961 do 196 uczył się w Kaczyńskiej Wojskowej Wyższej Szkole Lotniczej Pilotów, po jej ukończeniu został w niej instruktorem. W 1966 przyjęto go do KPZR. 10 marca 1967 został starszym lotnikiem, a 22 kwietnia 1970 dowódcą klucza w 684 gwardyjskim pułku lotnictwa myśliwskiego 119 Dywizji Lotnictwa Myśliwskiego 48 Armii Powietrznej Odeskiego Okręgu Wojskowego w Tyraspolu. W oddziale kosmonautów od 27 kwietnia 1970 - WWS grupa 5 - do 31 października 1992.  W czerwcu 1977 zaocznie ukończył Akademię Sił Powietrznych im. J. Gagarina.
Uczestniczył w locie Sojuza T-5 (start 13 maja 1982) i Sojuza T-7 (lądowanie 10 grudnia 1982) na stację kosmiczną Salut 7, ogółem w kosmosie 211 dni 9 godzin 4 minuty 33 sekundy.
Odbył spacery kosmiczne (EVA) ze statków Salut 7 / Sojuz T-5 w dniu 30 lipca 1982, przebywając w otwartym kosmosie 2 godziny 33 minuty.

## Odznaczenia
- Złota Gwiazda Bohatera Związku Radzieckiego (10 grudnia 1982)
- Order Lenina
- Order „Za służbę Ojczyźnie w Siłach Zbrojnych ZSRR” III klasy
- Oficer Legii Honorowej
- Order Słońca Wolności (Demokratyczna Republika Afganistanu, 1988)
- Order Kirti Chakra (Indie, 1984)
- Universal Astronaut Insignia za lot orbitalny (nr 107, pośmiertnie) – Stowarzyszenie Uczestników Lotów Kosmicznych (Association of Space Explorers(inne języki))[1]

I inne.